# Ракужа (река)
Ракужа (укр. Ракужа) — левый приток Снова, протекающий по Семёновскому району (Черниговская область, Украина).

## География
Длина — около 4 км. 
Русло извилистое в приустьевой части и делится на два протока. Пойма занята лугами и заболоченными участками. Русло на протяжении почти всей длины выпрямлено в канал (канализировано). Примыкает к руслу несколько каналов. В верхнем течении (западнее села Берёзовый Гай) создан пруд. 
Берёт начало на востоке села Берёзовый Гай. Река течёт на северо-запад. Впадает в Снов северо-западнее бывшего села Ракужа.
Нет крупных притоков.
Населённые пункты на реке (от истока к устью):
Семёновский район
1. Берёзовый Гай (до 2016 года — Червоный Гай)
2. Прогресс
3. Ракужа[1]